# Granat Oramil R-41
Oramil R-41 – współczesny, hiszpański granat uniwersalny.
Granat R-41 ma korpus z tworzywa sztucznego, elaborowany trotylem. Na granat można nałożyć tuleję odłamkową. Jest ona wykonana z tworzywa sztucznego, a w jej wnętrzu są zatopione stalowe kulki o dwóch średnicach. Granat uzbrojony jest zapalnikiem podwójnego działania. Może on działać jako zapalnik natychmiastowy (uzbraja się po 1,2 s po zwolnieniu łyżki i powoduje wybuch po upadku) lub ze zwłoką (wybuch 4 s po zwolnieniu łyżki).